# 太阳神三国杀
太阳神三国杀是一款跨平台的开源软件，是桌面游戏三国杀的在线版本，与三国杀官方模式和卡牌保持同步，也有自创模式和武将。玩家可以在线联机游戏，也可以加入AI参与游戏。玩家还可以使用Lua脚本进行AI和DIY卡牌的编写。
开发者初为Moligaloo一人，后为Mogara团队。游戏基于C++、Qt5、GUI框架开发，采用GPLv3和CC BY-NC-ND 4.0协议授权，托管于GitHub上。游戏的联机功能采用传输控制协议，使用FreeType进行字体渲染，使用fmodex进行音频解码及音效输出。

## 版本
太阳神三国杀现行的官方版本如下表所示。
| 版本名          | 版本号       | 主程序最后发布日期 | 注                       |
| --------------- | ------------ | ------------------ | ------------------------ |
| V1              | 鬼隐版（六） | 2013年6月13日      | 已无法下载，处于停更状态 |
| V2              | 20170825     | 2017年8月25日      | 其中的国战模式为民间版本 |
| 国战            | 2.1.0        | 2015年12月31日     |                          |
| 国战（Android） | 0.81         | 2016年10月21日     |                          |